# Hadar Cars
Hadar Otto Hjalmar Gustaf Gunnar Hadarsson Cars (ur. 14 czerwca 1933 w Sztokholmie) – szwedzki polityk i politolog, parlamentarzysta krajowy, minister, od 1995 do 1999 poseł do Parlamentu Europejskiego IV kadencji.

## Życiorys
Absolwent nauk politycznych na Uniwersytecie w Sztokholmie (1959). Kształcił się następnie na Columbia University, a także na uczelniach w Paryżu i Genewie. Pracował w szwedzkim oddziale UNESCO, m.in. w 1962 był pełniącym obowiązki sekretarza generalnego. Zatrudniony również na macierzystej uczelni jako asystent i wykładowca w instytucie nauk politycznych. Od końca lat 70. związany zawodowo z organizacjami gospodarczymi, pełnił kierownicze funkcje w szwedzkim przedstawicielstwie Międzynarodowej Izby Handlowej i w sztokholmskiej izbie handlowej.
Zaangażował się w działalność polityczną w ramach Ludowej Partii Liberałów. W latach 1978–1979 zajmował stanowisko ministra handlu. W latach 1980–1982 i 1985–1995 sprawował mandat posła do Riksdagu. Po akcesie Szwecji do Unii Europejskiej został w 1995 posłem do Europarlamentu w ramach delegacji krajowej. W wyborach w tym samym roku ponownie uzyskał mandat eurodeputowanego, który wykonywał do 1999. Należał do grupy liberalnej, pracował m.in. w Komisji ds. Zagranicznych, Bezpieczeństwa i Polityki Obronnej. W późniejszych latach kierował szwedzkim oddziałem Międzynarodowej Unii Paneuropejskiej (1999–2004) i towarzystwem szwedzko-izraelskim (Samfundet Sverige-Israel, 2000–2003).